# Euepalpus vestitus
Euepalpus vestitus är en tvåvingeart som först beskrevs av Townsend 1916.  Euepalpus vestitus ingår i släktet Euepalpus och familjen parasitflugor.
Artens utbredningsområde är Paraguay. Inga underarter finns listade i Catalogue of Life.